# Montrelais
Montrelais (bretonsko Mousterlez) je naselje in občina v francoskem departmaju Loire-Atlantique regije Loire. Leta 2012 je naselje imelo 850 prebivalcev.

## Geografija
Kraj leži v pokrajini Bretaniji ob meji z Anjoujem, 55 km severovzhodno od Nantesa.

## Uprava
Občina Montrelais skupaj s sosednjimi občinami Anetz, Ancenis, Belligné, Bonnœuvre, La Chapelle-Saint-Sauveur, Couffé, Le Fresne-sur-Loire, Maumusson, Mésanger, Oudon, Pannecé, Le Pin, Pouillé-les-Côteaux, La Roche-Blanche, La Rouxière, Saint-Géréon, Saint-Herblon, Saint-Mars-la-Jaille, Saint-Sulpice-des-Landes, Varades in Vritz sestavlja kanton Ancenis s sedežem v Ancenisu; slednji je tudi sedež okrožja Ancenis.

## Zanimivosti
- cerkev sv. Petra iz 15. do 18. stoletja, francoski zgodovinski spomenik od leta 1982,
- nekdanji rudnik premoga.